# Elecciones municipales del Reino Unido de 2025
Las elecciones municipales del Reino Unido de 2025 se celebraron el 1 de mayo de 2025 para 1641 escaños en 24 ayuntamientos.Se disputaron todos los escaños de 14 consejos de condado y ocho ayuntamientos unitarios de Inglaterra.Fueron las primeras elecciones municipales posteriores a las elecciones generales de 2024. La mayoría de estos escaños se disputaron por última vez en las elecciones locales de 2021.
También se celebraron seis elecciones a la alcaldía, incluyendo las elecciones inaugurales para la alcaldía de Greater Lincolnshire y las elecciones inaugurales para la alcaldía de Hull y East Yorkshire. Las elecciones parciales de Runcorn y Helsby de 2025 también se celebraron el 1 de mayo.Además, se celebraron elecciones para el Consejo de las Islas Sorlingas.La Corporación de la Ciudad de Londres celebró elecciones los días 19 y 20 de marzo. 
Las elecciones se describieron como una victoria aplastante para Reform UK. El partido obtuvo el primer puesto, obtuvo la mayor cantidad de escaños y se hizo con el control de varias autoridades locales.El Partido Laborista, en el gobierno, y el Partido Conservador, en la oposición, sufrieron derrotas históricas. Esta fue la primera vez que el Partido Laborista quedó en cuarto lugar en unas elecciones municipales; fueron las primeras elecciones bajo el liderazgo de Keir Starmer.Los Demócratas Liberales obtuvieron importantes avances, ganando tres nuevos consejos y obteniendo más escaños que los Conservadores por segunda elección municipal consecutiva.
Algunas de las elecciones se retrasarán hasta un año mientras se lleva a cabo la reorganización.El gobierno anunció que las elecciones a nueve consejos no se celebrarían en 2025 para permitir que se lleve a cabo la reestructuración, y que las elecciones a autoridades de reemplazo reformadas o recién creadas se celebrarían en 2026.

## Fondo

### Importancia
Estas elecciones fueron las primeras elecciones municipales posteriores a las generales celebradas el 4 de julio de 2024, que se saldaron con una victoria aplastante del Partido Laborista. El porcentaje de votos combinados de los laboristas y los conservadores alcanzó un mínimo histórico, con un buen desempeño de los partidos más pequeños. El Partido Laborista volvió a ser el partido mayoritario en Escocia y se mantuvo así en Gales. Las elecciones fueron señaladas como las más desproporcionadas de la historia británica moderna,principalmente debido al sistema de votación por mayoría simple.
Keir Starmer obtuvo una victoria aplastante en las elecciones generales y se convirtió en primer ministro, pero con el porcentaje de voto electoral más bajo de cualquier gobierno mayoritario desde que se comenzó a registrar el voto popular en 1830. A finales de 2024, las encuestas de opinión del Partido Laborista y la aprobación personal de Starmer habían caído significativamente tras varias controversias, como las relacionadas con la abolición de los pagos de combustible de Winter y el presunto intercambio de regalos por influencia política, así como una serie de disturbios antiinmigratorios de extrema derecha alimentados por la percepción de que su gobierno gestionó mal su respuesta a los apuñalamientos de Southport, las protestas de los agricultores por un nuevo impuesto a las sucesiones propuesto para sus explotaciones agrícolas y el continuo apoyo del gobierno a Israel en la guerra de Gaza. Estas controversias culminaron en una petición en línea en noviembre de 2024 que exigía elecciones generales anticipadas, que alcanzó más de dos millones de firmas en dos días.
El 2 de noviembre de 2024, Kemi Badenoch ganó las elecciones para el liderazgo conservador de 2024, sucediendo a Rishi Sunak.En una entrevista en diciembre de 2024, Badenoch afirmó que el público "expulsó" al Partido Conservador porque no se confiaba en él y no cumplía con sus compromisos; desestimó las preocupaciones de que su enfoque de no tener posiciones políticas específicas dejara un vacío que Reform UK pudiera llenar; y reconoció que las elecciones locales de 2025 serían difíciles para su partido.El partido de Nigel Farage, Reform UK, quedó tercero en cuanto a porcentaje de votos en las elecciones de 2024 y tuvo diputados elegidos para la Cámara de los Comunes por primera vez.Farage y su partido, Reform UK, obtuvieron buenos resultados en las encuestas de opinión, a expensas tanto del Partido Laborista como de los Conservadores.
Tras la publicación del Libro Blanco de Devolución de Inglaterra el 16 de diciembre de 2024, que establecía los planes del gobierno laborista para la reorganización de los gobiernos locales, algunas de las elecciones programadas para mayo de 2025 se retrasarán hasta un año mientras se lleva a cabo la reorganización.Los consejos de condado y las autoridades unitarias tenían hasta el 10 de enero de 2025 para solicitar unirse al Programa de Prioridad de Devolución del Gobierno y pedirle al Gobierno que cancelara o pospusiera sus elecciones programadas regularmente.Al menos 13 de los 21 consejos de condado pidieron al gobierno que retrasara sus elecciones.El 5 de febrero de 2025, el gobierno anunció que las elecciones a nueve consejos (siete consejos de condado y dos autoridades unitarias) no se celebrarían en 2025 para permitir que se llevara a cabo la reestructuración, y que las elecciones a las autoridades de reemplazo reformadas o de nueva creación se celebrarían en 2026.
Estas fueron las terceras elecciones municipales celebradas bajo la Ley Electoral de 2022, una controvertida ley de identificación de votantesque exige que los votantes presenten una identificación con fotografía al acudir a un colegio electoral. Esta ley también implicó que las elecciones para alcaldes de elección directa utilizarían el sistema de votación mayoritaria en lugar del sistema de voto suplementario utilizado anteriormente.

## Campaña
| Partido              | Escaños        |
| -------------------- | -------------- |
| Reform UK            | 1624/1641(99%) |
| Conservadores        | 1595/1641(97%) |
| Laboristas           | 1536/1641(94%) |
| Demócratas Liberales | 1395/1641(85%) |
| Verdes               | 1202/1641(73%) |

### Demócratas Liberales
Ed Davey lanzó la campaña de los Demócratas Liberales el 17 de marzo en Great Missenden.El 20 de marzo comenzó la conferencia de primavera del partido en Harrogate.
Davey dijo que quería reemplazar a los conservadores como el "partido de la Inglaterra media".

### Partido Conservador
Kemi Badenoch lanzó la campaña del Partido Conservador el 20 de marzo en un evento en Buckinghamshire.Advirtió a los activistas de un desafío "extremadamente difícil",y prometió implementar "impuestos más bajos y mejores servicios".
Badenoch sugirió que los concejales del Partido Conservador podrían formar coaliciones con los concejales de Reform UK, pero Farage rechazó esta sugerencia.

### Reform UK
Nigel Farage lanzó la campaña de Reform UK en un evento el 28 de marzo en el Arena Birmingham.Reform participó en casi todos los escaños del consejo y en las seis elecciones a la alcaldía.

### Partido Laborista
El primer ministro Keir Starmer lanzó la campaña del Partido Laborista el 3 de abril en un evento en Derbyshire.

### Partido Verde
Carla Denyer lanzó la campaña del Partido Verde el 8 de abril en Warwickshire.

## Resultados

### General
La siguiente tabla muestra los resultados de estas elecciones, junto con el número total de concejales en Gran Bretaña para cada partido después de las elecciones.
| Partido | Partido              | Concejales     | Concejales                   | Concejales | Consejos                | Consejos               | Consejos | Consejos |
| Partido | Partido              | Nuevos electos | Total después de la elección | +/−        | Nuevos consejos ganados | Total consejos después | +/−      |          |
| ------- | -------------------- | -------------- | ---------------------------- | ---------- | ----------------------- | ---------------------- | -------- | -------- |
|         | Partido Laborista    | 99             | 6.132                        | -186       | 0                       | 107                    | -1       |          |
|         | Partido Conservador  | 317            | 4.358                        | -676       | 0                       | 33                     | -16      |          |
|         | Demócratas Liberales | 370            | 3.179                        | +163       | 3                       | 40                     | +3       |          |
|         | Partido Verde        | 80             | 895                          | +45        | 0                       | 1                      | —        |          |
|         | Reform UK            | 677            | 805                          | +677       | 10                      | 10                     | +10      |          |
|         | SNP                  | —              | 418                          | —          | —                       | 1                      | —        |          |
|         | Plaid Cymru          | —              | 201                          | —          | —                       | 3                      | —        |          |
|         | Independientes       | 94             | 2.602                        | -23        | 0                       | 11                     | —        |          |
|         | Sin control general  | —              | —                            | —          | 10                      | 165                    | +4       |          |
| Total   | Total                | 1.637          | 18.590                       | —          | 23                      | 371                    | —        |          |

## Encuestas de opinión

### Proyecciones de escaños
| Fecha(s) de realización | Entrevistador                  | Cliente                        | Tamaño de la muestra | Área | Con             | Lab                | LD              | GPEW  | Ref | Otros |     |     |     |    |     |    |
| ----------------------- | ------------------------------ | ------------------------------ | -------------------- | ---- | --------------- | ------------------ | --------------- | ----- | --- | ----- | --- | --- | --- | -- | --- | -- |
| Fecha(s) de realización | Entrevistador                  | Cliente                        | Tamaño de la muestra | Área | 1 – 10 Mar 2025 | Electoral Calculus | Daily Telegraph | 5,421 | GB  | Otros | 548 | 252 | 270 | 27 | 474 | 77 |
| 6 de mayo de 2021       | Elecciones municipales de 2021 | Elecciones municipales de 2021 | –                    | –    | 1,182           | 336                | 247             | 37    | 0   | 147   |     |     |     |    |     |    |